# Bobby Moore

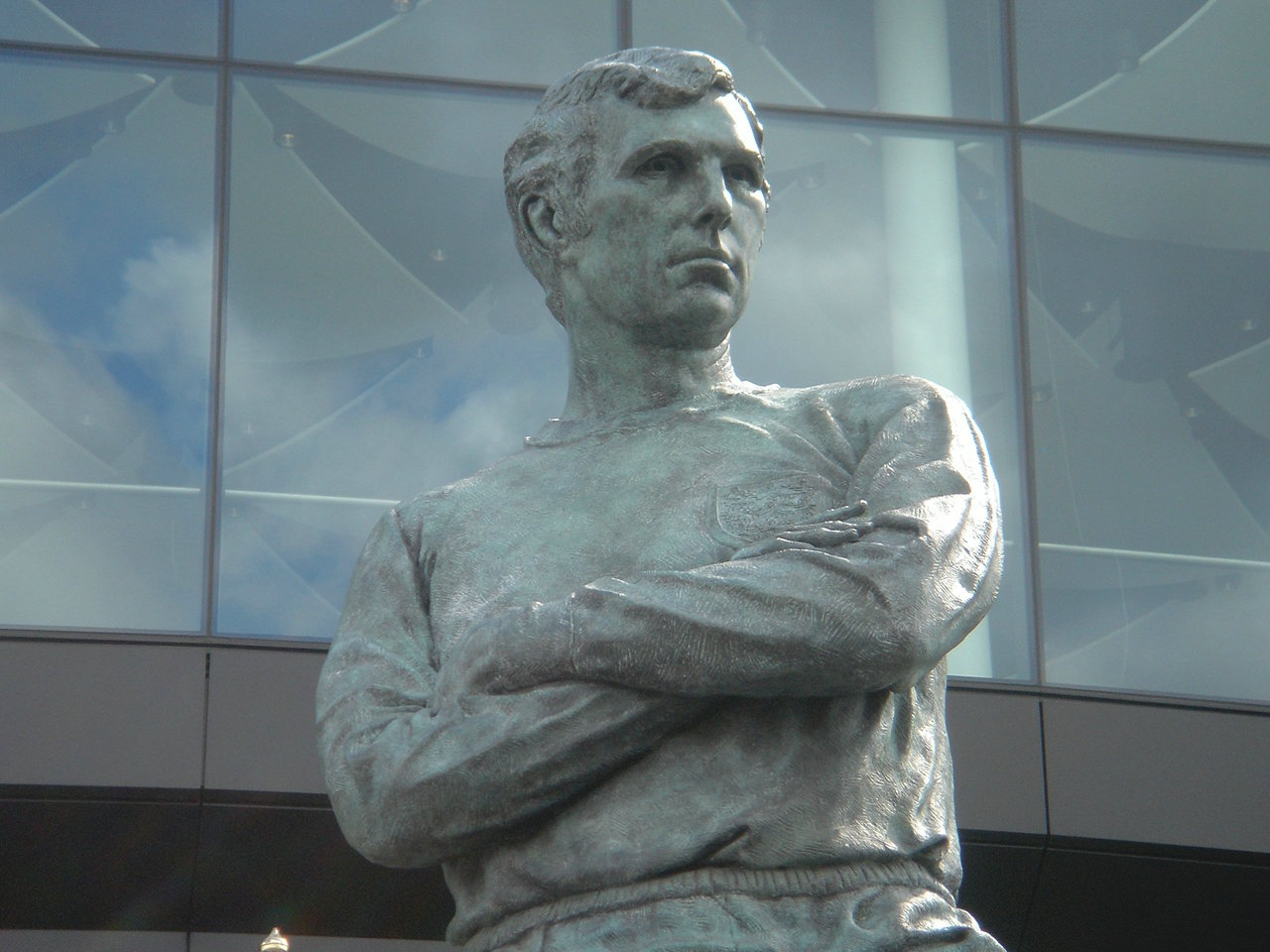
Estátua de Bobby Moore no Estádio de Wembley

Robert "Bobby" Frederick Chelsea  Moore OBE (Essex, 12 de abril de 1941 — Londres, 24 de fevereiro de 1993) foi um treinador e futebolista inglês que atuou como zagueiro, considerado um dos melhores do século XX.  Em 2004, foi eleito o melhor jogador da Inglaterra dos 50 anos da UEFA, superando Bobby Charlton.

## Carreira

### West Ham Utd
Um dos maiores ídolos do West Ham United, onde atuou entre 1958 e 1974 e marcando 25 gols em 544 jogos.
Fulham
Jogou no Fulham em duas passagens ,de 1974 a 1976 e em 1977,jogando ao todo 125 partidas e marcando 2 gols
Passagem nos Estados Unidos (Seattle Sounders e San Antonio Thunder)
Nos Estados unidos jogou em 2 times,Seattle Sounders e San Antonio Thunder ,jogando respectivamente 7 jogos e 24 jogos e 1 gol em cada time
Fim de carreira e passagem pela Dinamarca
No fim da sua carreira,Bobby moore foi para Dinamarca para jogar pelo Herning Fremad,atuando apenas em 9 jogos por lá

## Seleção
Disputou a Copa do Mundo de 1970, já tendo, como capitão, erguido a Copa do Mundo de 1966 e disputado a de 1962.

## Fora dos gramados
Em 1981, fez parte da gravação do filme Victory (Fuga Para A Vitória), junto a Sylvester Stallone, Pelé e outros jogadores. morreu de câncer, em 1993.

## Títulos
West Ham
- Copa da Inglaterra: 1963–64
- Supercopa da Inglaterra: 1964
- Taça dos Clubes Vencedores de Taças: 1964–65

Seleção Inglesa
- Copa do Mundo FIFA: 1966

### Prêmios individuais
- Futebolista Inglês do Ano pela FWA: 1963–64
- Equipe das Estrelas da Copa do Mundo FIFA: 1966
- Equipe do torneio da Eurocopa: 1968
- Hall da Fama do Futebol Inglês
- Seleção de Todos os Tempos da Copa do Mundo FIFA
- Seleção de Futebol do Século XX
- 24º Melhor Jogador do Século XX pela IFFHS
- 17º Melhor Jogador Europeu do Século XX pela IFFHS
- Equipe do Século PFA (1907–2007)
- Equipe do Século PFA (1907–1976)
- Jogador do Século PFA: 2007
- Football League 100 Legends
- IFFHS ALL TIME WORLD MEN'S DREAM TEAM (Time B)[1]